# Elecciones estatales de Turingia de 1999
La elección estatal en Turingia de 1999 fue la tercera elección al Landtag de Turingia desde la fundación del estado en 1990, y tuvo lugar el 12 de septiembre de 1999, la participación electoral fue del 59,9%.
La CDU bajo el primer ministro Bernhard Vogel, que había estado siete años en el cargo y que desde la elección parlamentaria en 1994 gobernaba en una gran coalición con el SPD, logró una victoria aplastante y en adelante pudo gobernar con mayoría absoluta.

## Candidaturas

### Formaciones con representación parlamentaria
| Partido(s) | Partido(s) | Partido(s)                            | Ideología              | Posición        | Cabeza de lista | Escaños en el Parlamento |
| ---------- | ---------- | ------------------------------------- | ---------------------- | --------------- | --------------- | ------------------------ |
|            | CDU        | Unión Demócrata Cristiana de Alemania | Democracia cristiana   | Centroderecha   | Bernhard Vogel  | 42/88                    |
|            | SPD        | Partido Socialdemócrata de Alemania   | Socialdemocracia       | Centroizquierda | Richard Dewes   | 29/88                    |
|            | PDS        | Partido del Socialismo Democrático    | Socialismo democrático | Izquierda       | Gabriele Zimmer | 17/88                    |

### Formaciones sin representación parlamentaria
| Candidatura | Candidatura                                              | Ideología                                     | Posición        |
| ----------- | -------------------------------------------------------- | --------------------------------------------- | --------------- |
|             | Partido Democrático Libre (FDP)                          | Liberalismo clásico                           | Centroderecha   |
|             | Alianza 90/Los Verdes (Grüne)                            | Política verde                                | Centroizquierda |
|             | Foro Nuevo (Forum)                                       | Progresismo                                   | Centroizquierda |
|             | Deutsche Volksunion (DVU)                                | Nacionalismo alemán                           | Extrema derecha |
|             | Partido Nacionaldemócrata de Alemania (NPD)              | Neonazismo                                    | Extrema derecha |
|             | Los Republicanos (REP)                                   | Nacionalismo alemán                           | Derecha         |
|             | Partido Feminista Las Mujeres (Die Frauen)               | Feminismo                                     |                 |
|             | Liga de Intereses Populares de Turingia (VIBT)           | Localismo                                     | Centro          |
|             | Partido de los Cristianos Respetuosos de la Biblia (PBC) | Conservadurismo                               | Derecha         |
|             | Die Grauen – Graue Panther (GRAUE)                       | Derechos de los ciudadanos de la tercera edad | Centro          |
|             | Unión Social Alemana (DSU)                               | Conservadurismo nacionalista                  | Derecha         |

## Resultados
Los resultados fueron:
|  | 49.3 % |

|  | 51.0 % |

|  | 22.3 % |

|  | 21.3 % |

|  | 21.6 % |

|  | 18.5 % |

|  | 3.1 % |

|  | 1.7 % |

|  | 1.9 % |

|  | 2.0 % |

|  | 1.1 % |

|  | 3.0 % |

|  | 3.0 % |

|  | 98.2 % |

|  | 98.7 % |

|  | 1.8 % |

|  | 1.3 % |

|  | 100.00 % |

|  | 100.00 % |

|  | 59.9 % |

|  | 59.9 % |

La CDU ganó los 44 escaños directos.
El PDS por primera vez superó el 20% y fue la segunda fuerza en el parlamento, mientras que el SPD -entonces gobernante a nivel federal con el canciller Gerhard Schröder- atravesaba un período de malos resultados a nivel estatal; una semana antes había perdido las elecciones en Saarland y las siguientes semanas lo hizo en Sajonia y Berlín.
La DVU, que el último año había entrado con más del 12 por ciento de los votos en el Parlamento Regional de Sajonia-Anhalt, fue la cuarta fuerza más poderosa en Turingia y recibió más votos que los Verdes y el FDP juntos, pero tuvo un resultado del 3,1% y no superó, por lo tanto, el umbral del cinco por ciento.
Alianza 90/Los Verdes y el FDP contaron cada uno con menos del 2%. El FDP vivía en ese momento un periodo de malos resultados electorales a nivel estatal y estuvo representado entre 1995 y 2000 en solo cuatro parlamentos estatales.

## Post-elección
La nueva Presidenta del Landtag fue Christine Lieberknecht (CDU), que anteriormente había sido Ministra de Educación y Ministra de Asuntos Federales de Turingia, y que en 2009 se convirtió en ministra-presidenta del estado, ocupando este cargo hasta 2014.
Bernhard Vogel fue elegido por tercera vez con 49 votos a favor, 36 votos en contra (y tres abstenciones) como primer ministro. Formó el Gabinete Vogel III.
El 5 de junio de 2003, Bernhard Vogel renunció y nombró primer ministro a Dieter Althaus.